# Der Shylock von Krakau
Der Shylock von Krakau è un film muto del 1913 diretto da Carl Wilhelm.

## Produzione
Il film fu prodotto da Paul Davidson per la Projektions-AG »Union« (PAGU) (Berlin) e venne girato in Polonia, a Cracovia.

## Distribuzione
Con il visto di censura dell'ottobre 1913, il film fu presentato a Berlino nell'ottobre 1913.